# Rohdea
Rohdea är ett släkte av sparrisväxter. Rohdea ingår i familjen sparrisväxter.
Kladogram enligt Catalogue of Life:
| Rohdea | \| \| Rohdea eucomoides \| \| \| \| \| \| Rohdea japonica \| \| \| \| \| \| Rohdea lihengiana \| \| \| \| \| \| Rohdea tonkinensis \| \| \| \| |
|        | \| \| Rohdea eucomoides \| \| \| \| \| \| Rohdea japonica \| \| \| \| \| \| Rohdea lihengiana \| \| \| \| \| \| Rohdea tonkinensis \| \| \| \| |
|        | Rohdea eucomoides |
|        | |
|        | Rohdea japonica |
|        | |
|        | Rohdea lihengiana |
|        | |
|        | Rohdea tonkinensis |
|        | |

## Bildgalleri

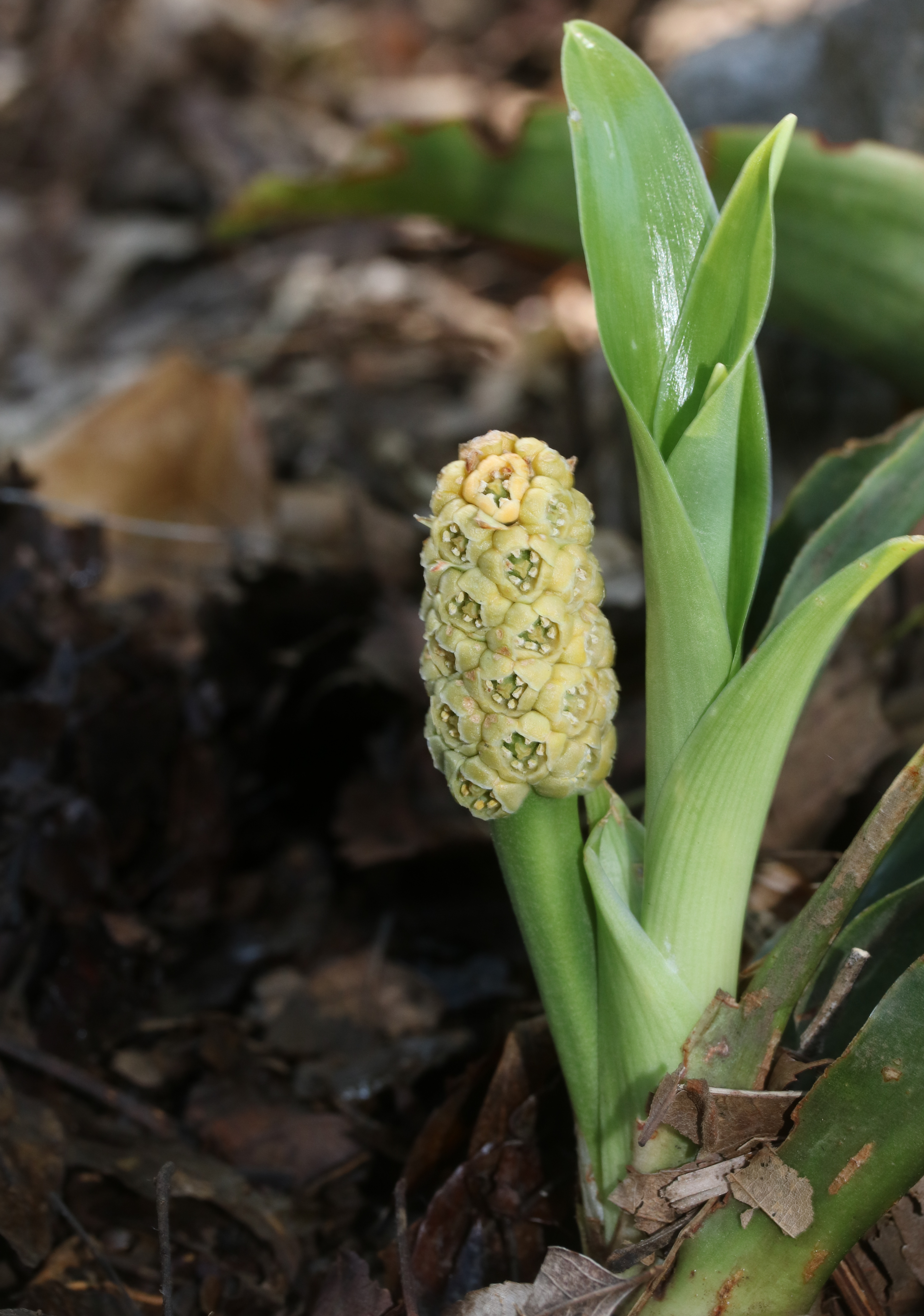
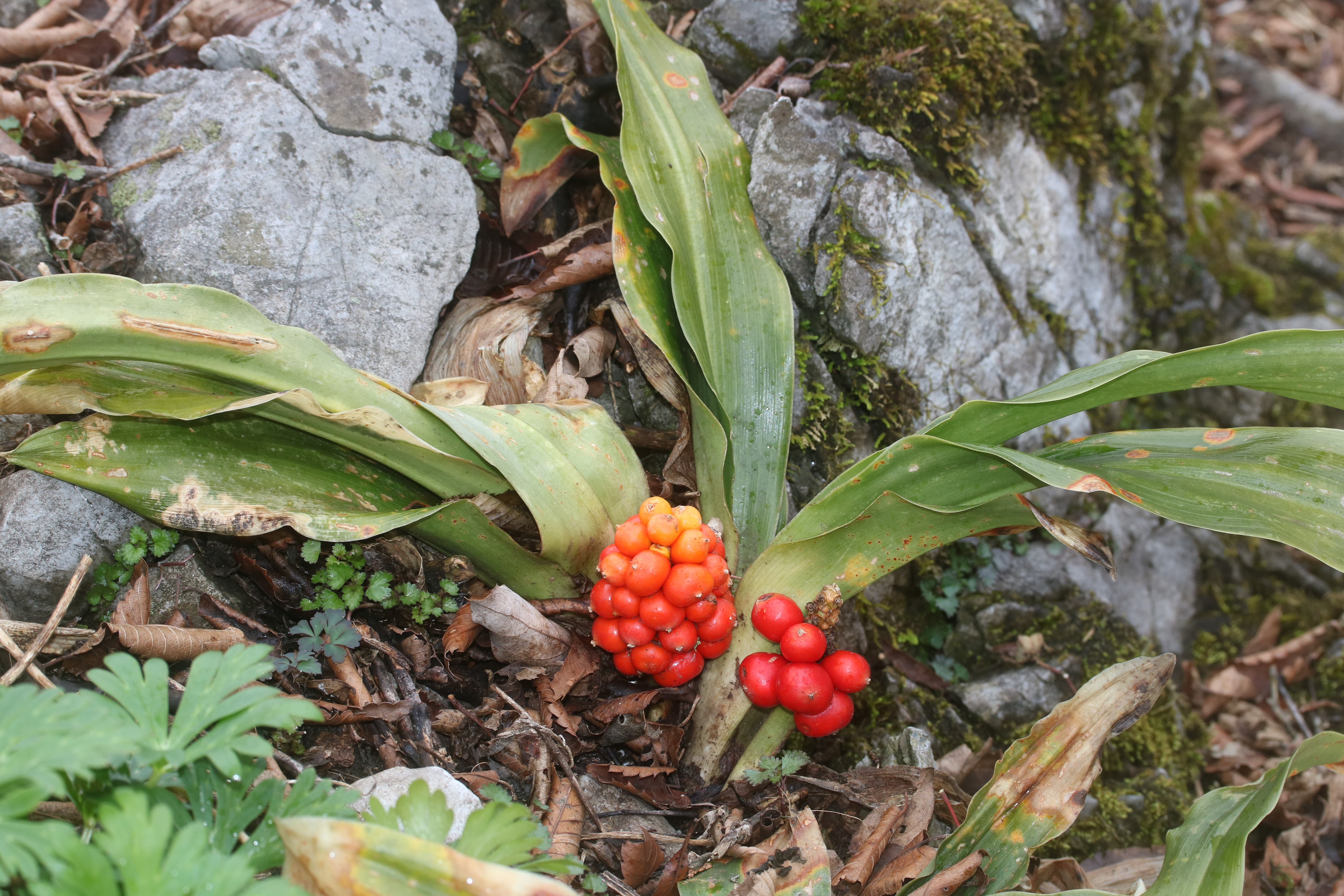
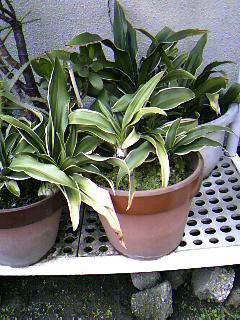
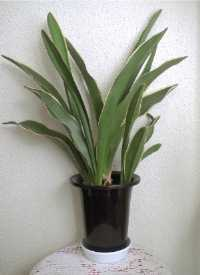